# Sinagoga Slat Abn Shaif
La Sinagoga Slat Abn Shaif (en hebreo: בית הכנסת צלאת בן שאיף) se localiza en Zliten, Libia se trata de una sinagoga histórica de rito sefardí y antiguo lugar de peregrinación para los judíos libios. Fue construido cerca del año 1060.
La sinagoga se mantuvo intacta hasta 1980, cuando fue demolida en el gobierno del coronel Muammar Gaddafi y reemplazada por un complejo de apartamentos.